# 柏·卡殊

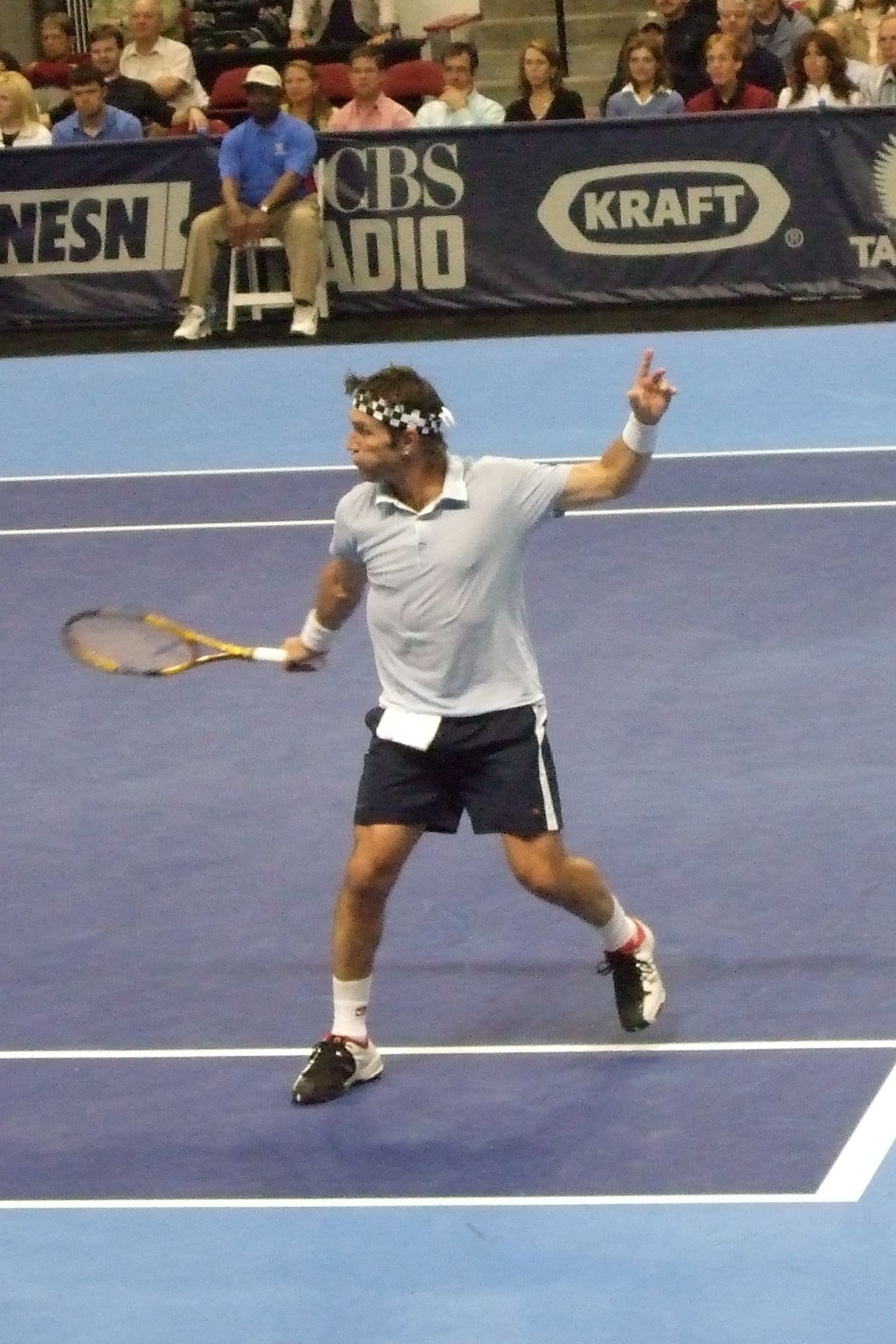
柏·卡殊

帕特里克·哈特·卡什（英語：Patrick Hart Cash，1965年5月27日—）是澳洲職業網球运动员，發球上網球員。在職業生涯中，他在職業生涯（ATP）中共取得7個單打和12個雙打冠軍，共取得單打242胜149负，雙打174胜110负，總獎金達1,950,345美元，ATP單打最高排名曾達到第4（1988年9月5日）。
他的最大成就是在1987年擊敗當年世界第一的伦德尔，获得温布尔登男單冠军。
此外，柏·卡殊曾協助澳大利亚兩奪台維斯盃。

## 大满贯

### 男單

#### 冠軍（1）
| 年份 | 比賽     | 場地 | 決賽對手 | 對手國籍     | 勝方比分       |
| ---- | -------- | ---- | -------- | ------------ | -------------- |
| 1987 | 温布尔登 | 草地 | 伦德尔   | 捷克斯洛伐克 | 7-65, 6-2, 7-5 |

#### 亚軍（2）
| 年份 | 比賽 | 場地 | 決賽對手 | 對手國籍 | 勝方比分                 |
| ---- | ---- | ---- | -------- | -------- | ------------------------ |
| 1987 | 澳网 | 草地 | 埃德贝里 | 瑞典     | 6-3, 6-4, 3-6, 5-7, 6-3  |
| 1988 | 澳网 | 硬地 | 维兰德   | 瑞典     | 6-3, 63-7, 3-6, 6-1, 8-6 |

## ATP巡回赛

### 單打

#### 冠軍（7）
- 1982年 (1) - 墨爾本
- 1983年 (2) - 布里斯班、墨爾本
- 1987年 （页面存档备份，存于） (3) - 南錫、温布尔登、約翰尼斯堡
- 1990年 (1) -  香港沙龍公開賽

#### 亞軍（5）
- 1984年 (1) - 墨爾本室內賽
- 1987年 (2) - 澳网 <草地>、悉尼室內賽
- 1988年 (1) - 澳网
- 1990年 (1) - 漢城（現稱『首爾』）

### 雙打冠軍（12）
- 1982年 (1) -
- 1983年 (2) - 悉尼室外賽、
- 1984年 (4) - 女王杯、法國普羅旺斯埃克斯、休士頓、休斯敦 WCT
- 1985年 (1) - 拉斯維加斯
- 1987年 (1) - 蒙特婁/多倫多
- 1990年 (2) - 香港沙龍公開賽、悉尼室外賽
- 1996年 (1) - 美國北卡罗来纳州派恩赫斯特（美國男子泥地錦標賽）

## 戴维斯杯
除了職業賽事成就突出外，柏·卡殊在國際賽成績亦十分出眾；他是80年代澳洲隊戴维斯杯的主力成員，協助澳洲取得2次冠軍。
- 1983年決賽勝瑞典3:2
- 1986年決賽勝瑞典3:2
- 按：戴维斯杯是一年一度男子網球的世界團體錦標賽，是國際網球比賽中最高水平的團體賽。

## 電影
2004年，在網球電影《球戀大滿貫》（Wimbledon）中擔顧問及演員的網球教練。

## 外部連結
- 官方网站
- 柏·卡殊（英文/西班牙文）的官方資料
- 柏·卡殊的國際網球總會 職業／青少年 官方資料（英文）
- 柏·卡殊的官方資料（英文）
- Pat Cash – Player Profiles - Players and Rankings - News and Events - Tennis Australia （页面存档备份，存于） （英文）